# Gheorghe Grigore Cantacuzino
Gheorghe Grigore Cantacuzino (Bucarest, 22 settembre 1833 – Bucarest, 22 marzo 1913) è stato un politico rumeno, due volte primo ministro della Romania dal 23 aprile 1899 all’19 luglio 1900 e dal 4 gennaio 1906 al 24 marzo 1907.
Membro della famiglia aristocratica rumena dei Cantacuzino (discendenti degli imperatori bizantini il cui palazzo a Bucarest attualmente ospita il Museo George Enescu) viene ricordato per la dura repressione della rivolta dei contadini del 1907 in Moldavia.
Fu membro della Massoneria.